# FORCE11
FORCE11 (Future of Research Communications and E-Scholarship) é uma comunidade internacional formada por acadêmicos, bibliotecários, arquivistas, editores e financiadores de pesquisa que surgiu organicamente para facilitar a transformação na criação e compartilhamento do conhecimento. Fundada em 2011, a organização tem como objetivo promover mudanças na comunicação acadêmica moderna por meio do uso eficaz de tecnologias da informação e práticas inovadoras. A FORCE11 é uma organização registrada 501(c)(3) sediada nos Estados Unidos, mas com membros e parceiros ao redor do mundo.

## História
FORCE11 surgiu a partir do Workshop FORC realizado em Dagstuhl, Wadern, Alemanha, em agosto de 2011. Esse encontro resultou na criação colaborativa de um white paper que resumia os problemas da comunicação acadêmica e propunha uma visão diferenciada para abordá-los.

### Objetivos e missão
A FORCE11 busca reimaginar a forma como a pesquisa é conduzida, publicada e disseminada, incentivando a adoção de padrões abertos, acesso aberto (open access) e ferramentas digitais que aprimorem a colaboração científica. Entre seus princípios estão:
- Transparência: promover a abertura nos processos de pesquisa e publicação.
- Interoperabilidade: defender padrões que facilitem o compartilhamento de dados e resultados.
- Inovação: explorar novas formas de comunicação acadêmica, incluindo preprints, revisão por pares aberta e publicação contínua.

## Atividades
As principais atividades incluem uma conferência anual (FORCE11 annual conference), o Instituto de Comunicações Acadêmicas (Scholarly Communications Institute) e uma variedade de grupos de trabalho. Por meio de diversos grupos de trabalho, a FORCE11 realizou uma série de atividades para melhorar os padrões, a interoperabilidade e a funcionalidade da comunicação digital em pesquisa, além de desenvolver várias declarações sobre princípios e políticas de melhores práticas. Entre elas estão:
- Princípios FAIR para Dados: o desenvolvimento de um conjunto de princípios baseados em tornar os dados Localizáveis (Findable), Acessíveis (Accessible), Interoperáveis (Interoperable) e Reutilizáveis (Reusable) (FAIR).[9]
- Iniciativa de Identificação de Recursos de Pesquisa (RRID): apoio a novas diretrizes e identificadores em publicações biomédicas.[10]
- Declaração Conjunta sobre Princípios de Citação de Dados (JDDCP): visa ajudar a alcançar a acessibilidade generalizada e padronizada de dados depositados, tanto por humanos quanto por máquinas, por meio da citação de dados.[11]
- Princípios de Citação de Software: diretrizes para a correta atribuição e referência de software na pesquisa acadêmica.[12]